# Pulsatilla kostyczewii
Pulsatilla kostyczewii là một loài thực vật có hoa trong họ Mao lương. Loài này được (Korsh.) Juz. miêu tả khoa học đầu tiên năm 1937.